# Паласиу Итамарати
Паласиу Итамарати (на португалски: Palácio Itamaraty) е административна сграда в град Бразилия, столицата на Бразилия, в която се помещава бразилското Министерство на външните работи.
Проектирана от Оскар Нимайер в модернистичен стил като част от изцяло нов правителствен комплекс, сградата е построена през 1960-1970 година.